# Кордон Азовский
Кордон Азовский — упраздненный населённый пункт в Бобровском районе Воронежской области России. Входил в состав городского поселения город Бобров.

## История
В 2008 году сельские населенные пункты: Дом Торфопредприятия, кордон Азовский, железнодорожная будка 208 км, подчинённые администрации г. Бобров, включены в черту г. Бобров.

## Население
| 2000 | 2002 |
| ---- | ---- |
| 2    | ↘0   |

С 2008 года учитывается в составе города Боброва.